# Eslava Canal Internacional
La SCI (Eslava Canal Internacional, (anglès) Slavonic Channel International, (rus) Международный Славянский Канал, (ucraïnès) Міжнародний Слов'янський Канал) és una emissora de televisió ucraïnesa, propietat de l'"Ivanenko V. V.".